# Cristobal León i Joaquín Cociña
Cristóbal León (Xile, 1980) i Joaquín Cociña (Xile, 1980) són un duet de cineastes i animadors stop-motion xilens. Viuen i treballen a Santiago de Xile, i treballen junts des de l'any 2007. Independents l'uns de l'altre, fan dibuixos, animacions, instal·lacions i també escriuen textos. La seva obra sovint troba inspiració directa o indirecta en la literatura infantil, utilitzant i resituant les seves narracions i estètica visual. El 2018 van estrenar el seu primer llargmetratge de ficció, La casa lobo.

## Biografoa

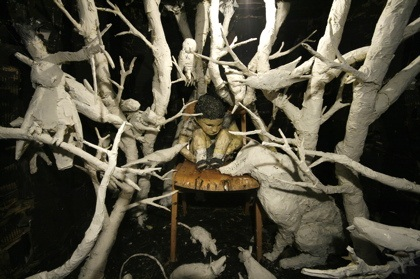
Der Kleinere Raum, 2009

Cristobal León va néixer el 22 de novembre de 1980, fill de Víctor León i Eileen Dooner. Va acabar la seva llicenciatura en disseny a la Universitat Catòlica de Xile, va obtenir una beca del DAAD el 2007 i va marxar a Berlín per cursar un programa d'un any el 2007. El 2011 Leon es va convertir en artista participant a 'The Ateliers' d'Amsterdam. També és germà d'Alejandro León, arquitecte i artista ocasional.
Joaquín Cociña va néixer el 18 de març de 1980, fill de Loreto Varas i Carlos Cociña. Va obtenir la llicenciatura en belles arts a la Universidad Católica de Xile. Va participar en diverses exposicions a Xile ia l'estranger, i també va treballar com a escriptor, il·lustrador i dissenyador de teló de fons per al teatre.
En molts projectes, León i Cociña col·laboren amb el cineasta Nilles Atallah (Califòrnia, 1978), compartint papers en la producció i postproducció de les seves pel·lícules-animacions. Tots tres actuen com a directors, guionistes, dibuixants, fotògrafs i editors. Combinant tècniques de dibuix, escultura i stop-motion han creat un corpus d'obres d'art que contribueixen amb el seu propi llenguatge a l'expressió i el pensament cinematogràfics.

## Carrera

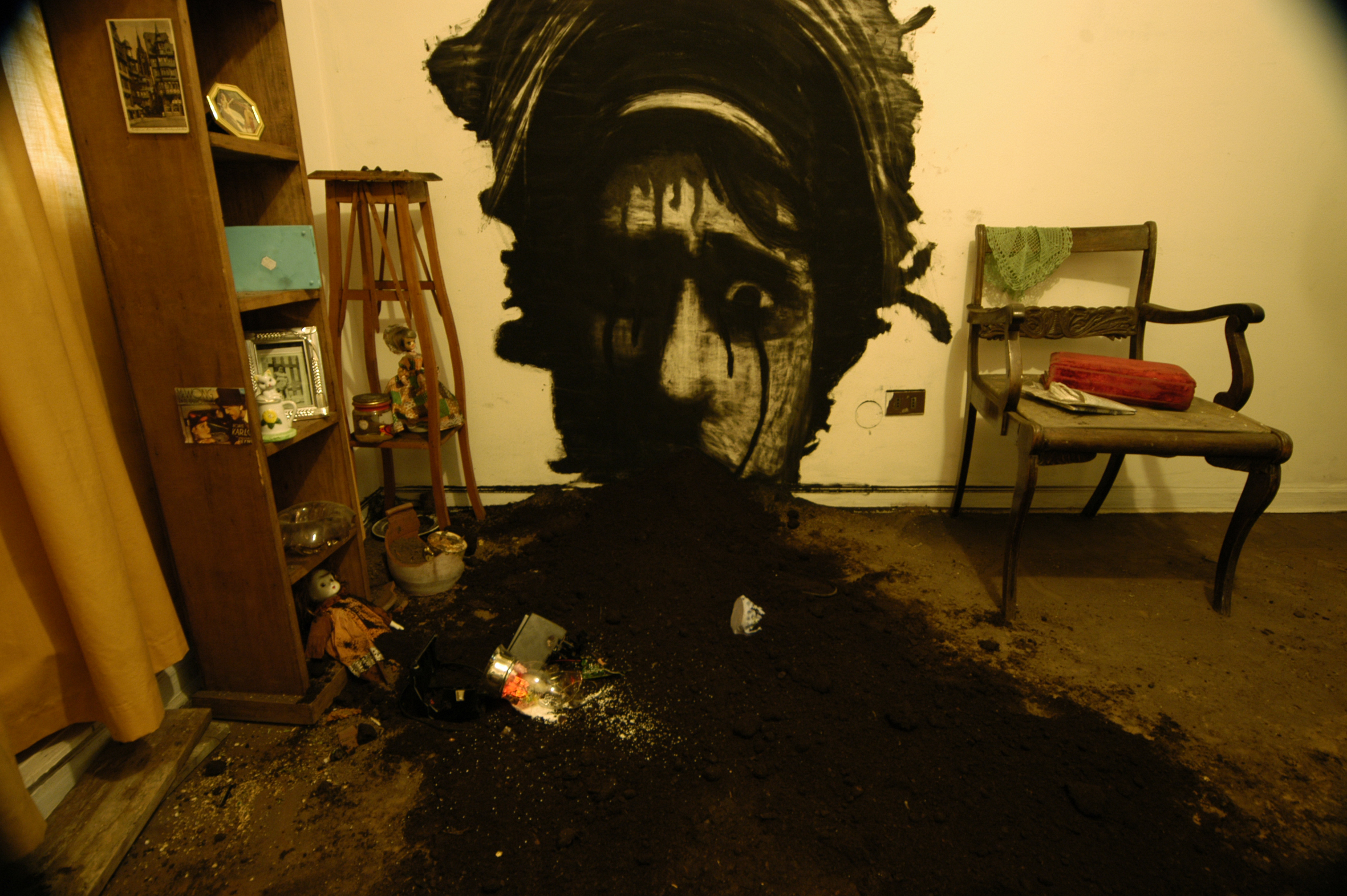
Lucia 2007

Lucía (2007) i Luis (2008) són dues videoanimacions experimentals, que funcionen com un díptic en moviment. Es van produir fent fotografies d'una seqüència de dibuixos fets a les parets d'una habitació i les transformacions de les coses en aquest lloc. Els dos vídeos són les dues cares d'una història d'amor expressada en pensaments passatgers i poc concloents. El títol de la sèrie de 2 parts és “Lucía, Luis y el lobo”.
Der Kleinere Raum és un vídeo Stop-Motion en què un nen queda atrapat en una caixa de cartró. "En una habitació hi ha una caixa. A la caixa hi ha un bosc. Al bosc hi ha un nen perdut". La pel·lícula està clarament inspirada en l'estètica dels contes de fades, però té una atmosfera claustrofòbica i premonitoria. La pel·lícula registra l'aparició, desaparició i transformació de figures fetes amb paper de diari i cinta adhesiva. Està realitzat en col·laboració amb Nina Wehrle (il·lustradora).
El 2010 Cociña i León van fer El Arca, El Templo i Padre. Madre. Les tres pel·lícules combinen la ingenuïtat i el joc del paper maixé, el vestuari manufacturat i el stop-motion amb la realitat del cos humà amb la seva baixa mal·leabilitat. Temes pesats com el ritual, el sexe i la mort es transformen sense esforç en la innocència, la intimitat o la banalitat. Els vídeos atrauen l'espectador a un corrent d'imatges fortes associatives, escenes successives d'una narració mítica que mai pren la seva forma definitiva. Aquests treballs recents són considerablement més crus, més intuïtius i inquietants que els treballs anteriors, com ara el conte de fades com Lucía i Luis.
El 2010, la seva obra Luis va ser seleccionada a la llista final dels 25 finals de la YouTube Play Biennial del Museu Guggenheim (Nova York). També han estat guardonats amb el Premi Asifa Àustria per les pel·lícules Luis i Lucía en la 7a edició del Vienna Independent Shorts, el festival internacional de curtmetratges. I el seu treball es va exposar al KW Institute for Contemporary Art de Berlín a l'espectacle "Highlights from the Cologne Kunstfilm Biennale".
El curtmetratge El Arca és seleccionat per al Concurs de Curtmetratges Tiger Awards 2012. Nou curtmetratges d'aquesta competició s'estrenaren mundialment al Festival Internacional de Cinema de Rotterdam que va tenir lloc del 25 de gener al 5 de febrer de 2012. Els cineastes guanyadors es donaran a conèixer el 30 de gener.
El seu primer llargmetratge de ficció, La casa lobo, és una pel·lícula stop-motion que es va estrenar al 68è Festival Internacional de Cinema de Berlín el febrer de 2018. Va participar a la secció Forum, obtenint el Calgari Film Prize. Des de la seva estrena, la pel·lícula ha rebut diversos premis al Festival Internacional de Cinema d'Annecy i s'ha projectat a diversos festivals internacionals d'animació, entre d'altres. Festival de Cinema de Cartagena, Festival Internacional de Cinema de Sant Sebastià i Festival Internacional de Cinema de Valdivia, entre d'altres. The film was shot during more than five years in a dozen of locations, including museums and galleries in various countries in Latin America and Europe.
Van dirigir el vídeo musical de la cançó "Thin Thing" del projecte secundari de Radiohead The Smile del seu àlbum debut "A Light for Attracting Attracting Attention" (2022)

## Filmografia

### Curtmetratges
- Lucia (2007)
- Night of Chile (2008)
- Luis (2008)
- Der Kleinere Raum (2009) - només León, amb Nina Wehrle
- Weathervane (2010) - només Cociña
- Father. Mother. (2011)
- The Ark (2011)
- The Bruja and the Lover (2012)
- Los Andes (2013)
- Extrañas criaturas (2019) - només León, amb  Cristina Sitja Rubio
- Los Huesos (2021)

### Feature films
- La casa lobo - 2018
- En Beau té por - 2023 (només animadors)
- Los hiperbóreos - 2024

### Vídeos musicals
- Black Cat - Your New Friends (2013)
- You Quise – Camila Moreno (2013)
- Peak - Diego Lorenizi (2014)
- Por el Bien de Todos - Los VariosArtistas (2014)
- Reggaeton Nº 2 en La menor - Acólitos Encubiertos (ft. Diego Lorenzini ) (2014)
- Books and Stupids – Camila Moreno (2015)
- Sin mí – Camila Moreno (2015)
- Thin Thing – The Smile (2022)
- I Inside the Old I Dying – PJ Harvey (2023)

## Premis
La pel·lícula Lucia ha guanyat els següents premis:
2010
- Premi Asifa Austria, Competició Internacional d'Animació Avantgarde, Festival Internacional de Cinema de Curtmetratges Independents de Viena, Viena, Àustria.
- Gran Premi del Jurat, Festival de Cinema d'un sol ús, San Francisco, Califòrnia, EUA.

2009
- Grand Prix Woodenwolf Prize, Animated Dreams, Animation Film Festival, Tallinn, Estònia.
- 1r Premi, Millor Pel·lícula Internacional, Festival Internacional de Cinema d'Animació Fantoche, Baden, Suïssa.
- Gran Premi del Jurat al Millor Curtmetratge, Festival Iberoamericà de Curtmetratges ABC (FIBABC), Madrid, Espanya.
- Menció Especial Premi del Jurat, 16º Festival Internacional de Cinema de Valdivia, Valdivia, Xile.

2008
- Literaturwerkstatt Berlin Prize, Zebra Poetry Film Festival, Berlín, Alemanya.
- 2nd Place Award, Fair Play Film and Video Award Festival, Lugano, Suïssa.

La pel·lícula Luis ha guanyat els següents premis i beques:
2010
- Premi Asifa Austria, Competició Internacional d'Animació Avantgarde, Festival Internacional de Cinema de Curtmetratges Independents de Viena, Viena, Àustria.
- Premi especial, Animafest Zagreb 2010 Festival Mundial de Cinema d'Animació, Zagreb, Croàcia.

2007
- FONDART (Beca Nacional per a les Arts i la Cultura) del govern de Xile per al desenvolupament del vídeo.